# Roman Ulbrich
Roman Ulbrich (ur. 25 grudnia 1952 w Opolu, zm. 21 lutego 2025 tamże) – polski inżynier ochrony środowiska, specjalizujący się w aparaturze procesowej, inżynierii chemicznej, odnawialnych źródłach energii oraz racjonalnym gospodarowaniu energią; nauczyciel akademicki związany z Politechniką Opolską.

## Życiorys
Urodził się w 1952 w Opolu, z którym związał całe swoje życie prywatne i zawodowe. Ukończył tu kolejno szkołę podstawową, średnią i w 1978 studia na Wydziale Mechanicznym Wyższej Szkoły Inżynieryjnej. Następnie został zatrudniony jako pracownik naukowo-techniczny na macierzystej uczelni. W 1981 uzyskał stopień naukowy doktora nauk technicznych na Politechnice Wrocławskiej. Dziewięć lat później w 1990 Rada Wydziału Chemicznego Politechniki Śląskiej w Gliwicach nadała mu stopień naukowy doktora habilitowanego nauk technicznych w zakresie inżynierii chemicznej na podstawie rozprawy nt. Identyfikacja przepływu dwufazowego gaz-ciecz. W latach 1991-1992 przebywał na stypendium naukowym Fundacji Humboldta, natomiast w 1994 i 1996 w Instytucie Inżynierii Procesowej Uniwersytetu w Hanowerze. Niedługo potem otrzymał stanowisko profesora nadzwyczajnego na opolskiej uczelni technicznej. W 2003 uzyskał tytuł naukowy profesora nauk technicznych, a niedługo potem stanowisko profesora zwyczajnego w Politechnice Opolskiej, gdzie kierował Katedrą Inżynierii Środowiska. W latach 1999-2002 pełnił funkcję prodziekana do spraw studenckich Wydziału Mechanicznego Politechniki Opolskiej.
Obszarem jego zainteresowań naukowych prof. są przepływy wielofazowe gaz-ciecz, gaz-ciało stałe, metrologia przepływów wielofazowych, zastosowania przemysłowe przepływów wielofazowych, racjonalne gospodarowanie energii oraz alternatywnymi metodami jej wytwarzania. Jest autorem ponad 150 publikacji naukowych, 18 patentów. Wypromował jak dotychczas 18 doktorów. Jest członkiem Sekcji Energetyki Polskiej Akademii nauk, oddziału w Katowicach, Sekcji Przepływów Wielofazowych Komitetu Mechaniki Płynów i Termodynamiki i Spalania PAN oraz Komisji Termodynamiki PAN.

## Odznaczenia
- Srebrny Krzyż Zasługi (2000)[8]